# Tomoderus drescheri
Tomoderus drescheri is een keversoort uit de familie snoerhalskevers (Anthicidae). De wetenschappelijke naam van de soort is voor het eerst geldig gepubliceerd in 1930 door Krekich-Strassoldo.